# جانالی
جانالی (به ترکی آذربایجانی: Canalı) یک منطقه مسکونی در جمهوری آذربایجان است که در شهرستان قزاق واقع شده‌است. جانالی ۱۴۷۲ نفر جمعیت دارد.